# Rudolf Priemer
Rudolf Priemer (* 25. August 1938 in Döben bei Grimma; † 19. August 2022) war ein deutscher Heimat- und Regionalforscher.

## Leben
Priemer erlernte nach der Schule den Beruf des Maurers. Es folgten das Abitur an der Arbeiter-und-Bauern-Fakultät, das Studium an der Humboldt-Universität zu Berlin mit dem Abschluss als Diplom-Lehrer für Geschichte und Kunsterziehung sowie das Fernstudium mit dem Abschluss als Diplom-Ethnograph.
Priemer war drei Jahre als Lehrer in Beiersdorf tätig. Ab 1966 war er Assistent im Museum Wurzen und wurde 1969 – in der Nachfolge von Elisabeth und Wolfgang Krämer – dessen Leiter. Er schrieb zahlreiche Beiträge für das Muldental-Periodikum „Der Rundblick“.
1973 wurde Priemer als Leiter an das Kreismuseum Grimma versetzt. Später wechselte er wieder nach Wurzen, wo er zehn Jahre lang bis zum Rentenalter Heimatpfleger beim Amt für Ländliche Neuordnung war.
Rudolf Priemer gehörte zum Vorstand des Landesvereins Sächsischer Heimatschutz (Fachbereich Volkskunde/Volkskunst, AG Dorfentwicklung), er war Vorsitzender des Geschichts- und Altertumsvereins zu Grimma e.V.

## Veröffentlichungen
- Rudolf Priemer: Grimmas Schicksalsbrücke wird 300 (ganzseitiger Beitrag über die Pöppelmannbrücke (Grimma)). Leipziger Volkszeitung, Ausgabe Muldental, S. 31 („Thema des Tages“), 19. Januar 2019
- 1989: Grimmaer Künstler malt Seume als Grenzgänger. Bild von Günter Ketelhut ist im Nebengebäude des Gymnasiums St. Augustin unterrepräsentiert. In: Leipziger Volkszeitung, Ausgabe Muldental, 23. Januar 2017, Seite 28
- 1516: Luther besucht das Grimmaer Augustinerkloster. Auftreten des Ablasshändlers Tetzel in Wurzen soll den späteren Reformator in Rage gebracht haben. In: Leipziger Volkszeitung, Ausgabe Muldental, 22. Februar 2016, Seite 28
- Ein Stadtrundgang durch Grimma: Auf den Spuren der Reformationsgeschichte. S. 18 ff in Orte der Reformation, Heft 24: Grimma – Stadtführung – Reformation in Grimma. Evangelische Verlagsanstalt, Leipzig 2015, ISBN 978-3-374-04121-3
- Der Galgenberg – Hausberg Grimmas. Ein Wanderführer von Rudolf Priemer (Texte) und Frank Linke (Fotos). Hrsg. von Thorsten Bolte im Auftrag des Göschenhauses Grimma-Hohnstädt. Grimma 2013, Heft 1 der Schriftenreihe Göschenhaus Grimma-Hohnstädt
- Dr. Hugo Koch 1883 - 1964 – Architekt in Nerchau. Hrsg.: Geschichts- und Altertumsverein zu Grimma, Grimma 2011
- Aufgetaucht – Grimma, Panorama einer Muldestadt. Beucha 2008, ISBN 978-3-86729-027-2
- Das Stadtgut zu Grimma – Baugeschichte, Rekonstruktion, Puppenstuben-Ausstellung. Hrsg.: Geschichts- und Altertumsverein zu Grimma. Grimma 2006
- Der Muldentalbahn-Radweg. Beucha 2005, ISBN 3-934544-76-2
- Grimma – Fotodokumente zwischen 1945 und 1989. Texte von Rudolf Priemer und Sabine Ebert, Fotos von Gerhard Weber. Aus der Reihe  Als die Schornsteine noch rauchten. Leipzig 2003, ISBN 3-910143-71-7
- Grimma und Muldental. Beucha 2000 (2. Auflage), aus der Reihe Sax-Führer, ISBN 3-9802997-1-6
- Grimma und Umgebung. Leipzig 2000, ISBN 3-934572-09-X
- Bad Lausick – die Kurstadt und ihre Umgebung. Beucha 1997, ISBN 3-930076-32-2
- Haus- und Hofbilder im Muldentalkreis. Katalog zu den Ausstellungen in der Städtischen Galerie Grimma vom 8. April – 14. Mai 1995 und im Museum Steinarbeiterhaus Hohburg vom 18. Mai – 31. Oktober 1995. Hrsg.: Staatliches Amt für Ländliche Neuordnung Wurzen. Texte: Rudolf Priemer und Holger Vogt. Wurzen 1995
- Mutzschen, Wermsdorf. Beucha 1994, ISBN 3-930076-04-7 sowie ISBN 978-3-930076-03-1
- Colditz. Beucha 1993, ISBN 3-9802997-7-5
- Das Schicksal der Klosterkirche in Grimma. In: Der Rundblick. Aus Kultur und Heimat der Kreise Wurzen, Oschatz, Grimma. 37. Jahrgang. 1/1990, Seiten 32–33 mit drei Abbildungen.
- Nerchau und Trebsen. Von Rudolf Priemer und Horst Weber, Wurzen 1987, Band 11 der Rundblick-Information
- Museum Wassermühle Höfgen. Grimma 1986
- Der Thümmlitzwald und die Muldenvereinigung. Wurzen 1982, Band 8 der Rundblick-Information